# English Babu Desi Mem – Der Junge aus England und das indische Mädchen
English Babu Desi Mem – Der Junge aus England und das indische Mädchen ist ein indischer Film von Praveen Nischol und stammt aus der Frühzeit des zum Star aufsteigenden Shah Rukh Khan.

## Handlung
Vikram Mayur kommt aus einer sehr reichen Familie, deren Geschäft in England angesiedelt ist. Die Familie ist ausgesprochen britisch orientiert. Das hatte zur Folge, dass Vikram auf Indien herabsah und keinerlei Absicht hatte, sein Heimatland je zu besuchen.
Vikrams älterer Bruder Hari war das "schwarze Schaf" der Familie – allein deshalb, weil er Indien liebte. Seine Liebe zu Indien brachte ihn dazu, die Familie zu verlassen und nach Indien auszuwandern. Durch ein furchtbares Unglück bekommt seine hochschwangere Frau die Wehen, bekommt ihren Sohn Nandu und stirbt daraufhin. Nun bleibt nur mehr die achtjährige Schwägerin namens Bijuriya von Hari übrig. Als es heißt, dass der Junge und sie in ein Waisenhaus sollen, entführt sie kurzerhand ihren kleinen Neffen und sorgt von nun an für ihn, als wäre es ihr Kind. Durch Haris seltsame Art wussten weder Nandu noch Bijuriya von dessen Familie und die Familie wusste nichts davon, dass der rechtmäßige Erbe des Mayur Imperiums in Bombay Schuhputzer war.
Erst als Mr. Madadgar, ein Anwalt und Wohltäter Bijuriyas, herausgefunden hat, wie es um die Mayurs steht, entschließt sich Vikram, seinen Fuß auf indischen Boden zu setzen. Vikram wollte die Geschäfte schnell erledigen und Indien bald wieder mit Nandu verlassen. Sein Geschäftssinn ließ ihn glauben, er könne absolut alles kaufen, so auch Bijuriya, die sich 8 Jahre lang um Nandu gekümmert hatte. Als Vikram erkannte, wie viel sie in Nandu investiert hatte – Liebe, Vertrauen, Fürsorge und Zuneigung, wurde ihm bewusst, dass man solche Gefühle nicht kaufen kann, weil sie nicht mit Geld aufzuwiegen sind.
Er ist hilflos in seinem Bestreben, Nandu von Bjiuriya zu trennen und gleichzeitig verliebt er sich in sie, geleitet von den gleichen Werten, die seinen Bruder nach Indien brachten. Zum ersten Mal erfährt Vikrams Herz einen Konflikt zwischen seiner westlichen Einstellung und seiner stetig wachsenden Liebe zu Indien. Am Ende heiratet Vikram Bijuiya.

## Musik
| # | Titel                       | Sänger                                     |
| - | --------------------------- | ------------------------------------------ |
| 1 | "Aaya Mausam Hum Dono Ke"   | Udit Narayan, Alka Yagnik                  |
| 2 | "Bharatpur Lut Gaya"        | Sushma Shrestha                            |
| 3 | "Deewana Main Tera Deewana" | Kumar Sanu, Alka Yagnik                    |
| 4 | "Deewana Mein Tera"         | Kumar Sanu, Alka Yagnik                    |
| 5 | "Dhol Baje Khuddam"         | Vinod Rathod, Alka Yagnik                  |
| 6 | "Kaise Mukhde Se"           | Asha Bhosle                                |
| 7 | "Love Me Honey Honey"       | Udit Narayan, Sushma Shrestha              |
| 8 | "Na Tere Bina"              | Kavita Krishnamurthy                       |
| 9 | "O Bijuria Sun"             | Udit Narayan, Alka Yagnik, Jolly Mukherjee |

## Bemerkungen
Der Film wurde mit sichtbar kleinerem Budget gedreht als die späteren Großproduktionen mit Khan; in den Musikeinlagen treten weniger Tänzer auf, auf ausländische Drehorte wird noch verzichtet – London ist nur auf Standbildern zu sehen – und das Drehbuch ist weniger geschliffen. Die Tanzbewegungen sind etwas lasziver. Die Elemente der Khan-Erfolgsformel sind aber grundsätzlich vorhanden. Thematisch kreist die Handlung um die gegenseitige Fürsorge innerhalb der Familie und um den kulturellen Identitätsverlust von Auswanderern.

## Kritiken
Bei Bollywoodforum schreibt man: „Dieser Bollywood-Komödie glänzt durch Shah Rukh Khan, der mit spitzbübischem Charme und frechen Sprüchen seinem Ruf als bester Darsteller Indiens alle Ehre macht.“
In der Kritik von Video.de heißt es: „Mal wieder in mehrere Rollen gleichzeitig schlüpft Indiens Superstar Shahrukh Khan in dieser kurzweiligen Bollywood-Komödie um verlorene Söhne, Romanzen über Klassengrenzen hinweg und den immerwährenden Kulturkonflikt zwischen mit westlichem Lifestyle infizierten Auslandsindern und den auf heimischer Landscholle verbliebenen Traditionalisten. Dazwischen wird kräftig gegen Armut und Behördenunrecht angesungen sowie eine Lanze für Mädchen von unlauterem Ruf gebrochen (sind gar nicht so!). Frohes Fest für Bollywood-Fans.“